# Ormiscodes oblita
Ormiscodes oblita är en fjärilsart som beskrevs av Lemaire 1976. Ormiscodes oblita ingår i släktet Ormiscodes och familjen påfågelsspinnare. Inga underarter finns listade i Catalogue of Life.